# Porte de Valenciennes (metrostation)
Het metrostation Porte de Valenciennes is een station van metrolijn 2 van de metro van Rijsel, gelegen in het zuidoosten van de Noord-Franse stad Rijsel. De naam van dit station komt van de oude stadspoort met dezelfde naam, die zich in de buurt van dit station bevond en verdween nadat de vestingmuur van de stad werd afgebroken. Het station ligt naast het ziekenhuis Saint-Vincent-de-Paul en in de buurt van het Institut d'études politiques de Lille, te vergelijken met de studie IB/IO of Politicologie in Nederland.
De architectuur van dit metrostation lijkt veel op die van de twee stations Porte de Douai en Porte d'Arras. In dit metrostation is echter bovendien een beeldhouwwerk van César Baldaccini te bewonderen met de naam La Main (De Hand).